# 彼得·列特
彼得·列特（英語：Peter Reid，1956年6月20日—）生於英格蘭利物浦外圍的小鎮海頓（Huyton），是一名前足球運動員，退役後擔任領隊及足球評論員。
在球員時期列特曾效力多支球隊，包括保頓、愛華頓及昆士柏流浪等，同時亦是國家隊成員之一，其後執教曼城、新特蘭、列斯聯、高雲地利、泰國國家隊及普利茅夫。

## 生平

### 球員

#### 球會
保頓及愛華頓
列特在1974年與保頓簽署職業球員合約。他在1978年贏得一面乙組聯賽冠軍獎牌，但保頓在頂級聯賽僅維持了兩季便降班返回乙組。在為保頓上陣225場聯賽後，他在1982年以大割價的6萬英鎊轉投愛華頓，在默西賽德郡出生的列特自小便跟隨父親擁護「拖肥糖」的死對頭利物浦，而時任領隊侯活·簡度（Howard Kendall）是作出賭博性收購，因為當時列特已年屆26歲並且傷患纏身，更曾因斷腳而幾乎收山。
1982年12月列特首次披甲代表愛華頓上陣，在主場3-1擊敗諾定咸森林，與奇雲·薛地（Kevin Sheedy）及史提夫·麥馬漢（Steve McMahon）組成中場線。在效力愛華頓期間列特脫離傷患，以攔截硬朗及擅於控制球賽節奏而成為球隊中場重心。列特為愛華頓贏取1984年英格蘭足總盃、1984/85年和1986/87年兩屆甲組聯賽冠軍及1985年歐洲盃賽冠軍盃錦標。在1985年球隊差一點更成為三冠王，但在英格蘭足總盃決賽以0-1不敵曼聯，在賽事中列特不斷挑戰對方守將奇雲·摩倫（Kevin Moran），最終迫使他成為首名在足總盃決賽領紅的球員。
在列特處於球員高峰的時間，他被視為歐洲最佳的中場硬漢。1985年在贏得聯賽冠軍及盃賽冠軍盃雙料冠軍的同年，他獲選英格蘭PFA足球先生，而這季表現傑出的列特在《世界足球》主辦的「世界足球先生」競選中排名僅次於柏天尼、艾積加（Preben Elkjær）及馬勒當拿。在列特最後效力的兩年，他在哥連·夏菲（Colin Harvey）麾下擔任球員兼教練。列特合共為愛華頓上陣234場及射入13球，其後於2006年獲選為「愛華頓巨人」（Everton Giant）。
昆士柏流浪及曼城
1989年1月年齡已達32歲的列特離開愛華頓，以自由身南下倫敦加盟昆士柏流浪，但僅逗留了一季，便轉投由老上司侯活·簡度領軍的曼城。1989年12月17日33歲高齡的列特首次為曼城上陣巧遇舊東家愛華頓，其後轉任球員兼領隊，更經歷由甲組改組成為英超，效力4年期間仍為球隊上陣103場聯賽及射入1球。

#### 國家隊
大器晚成的列特直到1985年6月9日才於作客對墨西哥首次代表英格蘭國家隊上陣。
波比·笠臣挑選他入伍參加在墨西哥舉行的世界盃，英格蘭在分組賽首兩仗失利，0-1負於葡萄牙及0-0賽和摩洛哥，列特在最後一仗代替肩膀脫臼的隊長白賴仁·笠臣上陣，結果憑其愛華頓隊友加里·莱因克尔大演帽子戲法，3-0擊敗波蘭，憑較佳得失球差壓倒對手驚險出線。晉級淘汰賽16強，列特繼續擔當重任，3-0輕取巴拉圭；於半準決賽碰上阿根廷，上半場雙方交白卷，下半場開賽後6分鐘發生「上帝之手」事件導致先落後一球，驚魂未定的英格蘭於4分鐘後讓馬勒當拿在後半場起動，盤球60碼並扭過4名守將射球入網，列特是在其後食塵的英格蘭球員之一，最終以1-2敗北出局。
列特合共為英格蘭上陣13場，於1988年5月28日最後一次上陣對瑞士。他亦曾代表英格蘭U21上陣6場。

### 領隊
曼城
列特於1990年11月15日在曼城開始他的領隊事業，在侯活·簡度離隊返回愛華頓前，他向曼城董事會推薦擔任球員兼教練的列特作為其接班人獲得接納，初時作為看守領隊，其後正式任命成為曼城首名亦是至今唯一的球員兼領隊。任教首季的1990/91年球季曼城名列第5位，剛好比鄰居曼聯高1位，是13年來首次獲得比曼聯高的排名。翌季列特大展拳腳意圖更進一步，以破球會紀錄的250萬英鎊從溫布頓引入凯斯·克尔（Keith Curle），其他加盟球員尚有在愛華頓舊搭擋史提夫·麥馬漢、荷蘭球員米高·禾克（Michel Vonk）及牙買加球員菲茨罗伊·辛普森（Fitzroy Simpson），但曼城只能維持第5位結束球季，而在季初他更與陣中球星佳夫·阿倫（Clive Allen）不和，最終在12月將他賣到車路士。
球迷開始對列特採用單調的長傳急攻陣式感到不滿，球隊只求大腳吊前，讓身高6呎4吋的昆尼直接攻門或二傳給拍擋大衛·韋德（David White），列特倚賴堅固的防守及工兵型的中場為兩員鋒將提供支援。雖然1992/93年球季季初成績差劣，其後他再向溫布頓付出250萬英鎊收購特里·费兰（Terry Phelan）後才穩定成績，以第9位完成首個英超球季。季後列特要求擴軍為時任球會主席彼得·斯華勒斯（Peter Swales）所拒，兩人交惡至互不理睬。新球季展開，曼城首4戰僅取得1分落入降班區域，1993年8月26日彼得·斯華勒斯亦乘機解僱列特。
修咸頓
列特被曼城辭退後，於1993年10月被時任修咸頓領隊伊恩·班霍治（Ian Branfoot）說服以球員身份復出，當時修咸頓正處於水深火熱，開季9戰輸掉8場，球迷紛紛要求班霍治下台。列特憑豐富經驗穩定軍心，雖然為球隊上陣僅8場，但卻作出無比貢獻，帶領球隊取得重要勝仗，包括10月24日主場2-1擊敗紐卡素，馬菲·拿鐵斯包辦兩個入球；他在12月27日主場3-1擊敗車路士最後一次為修咸頓上陣。班霍治在數日後主場0-1負於诺里奇城後被撤職，列特被視為有可能的接任人選，但他以自己由班霍治邀請加盟，應該與他共同進退而離隊。
列特其後再短時間效力諾士郡及貝利後才正式結束其球員生涯。
新特蘭
1995年3月29日列特重返足球管理事業，加盟正在甲組聯賽掙扎求存的新特蘭，以暫時領隊身份執教直到球季結束，在尚餘7輪賽事時球隊位列第20位，距離降班區域僅一位及兩分。結果新特蘭取得3勝3和1負，雖然仍然位列第20位，但與降班區域拉開到6分差距，保持甲組席位。列特獲聘為正式領隊，在他帶隊的首個完整球季，新特蘭贏得聯賽冠軍獲得升班英超的資格，而他亦獲選英格蘭足球聯賽領隊協會年度最佳領隊。1996年一班新特蘭球迷組成「就是紅與白」（Simply Red and White）改編「The Monkees」名曲《白日夢信徒》（Daydream Believer）成為《彼得·列特振奮起來》（Cheer Up Peter Reid），更榮登英國單曲排行榜頭50位之內。但新特蘭在升班一季後，於聯賽煞科日0-1不敵溫布頓，僅以1分之差排第18位而降班。
翌季搬遷到光明球場的新特蘭又僅差1分不及米杜士堡排甲組聯賽第3位而失卻自動升班資格；升班附加賽準決賽兩回合累計3-2淘汰錫菲聯，溫布萊球場決賽拼至加時賽後仍與查爾頓打成4-4平手，於互射十二碼僅負6-7無緣隨即回升英超。1998/99年球季新特蘭收復失地，以當時單季最高績分的105分贏取甲組聯賽冠軍，射入91球而僅失掉28球，再次升班英超。
1999/2000年球季新特蘭已準備妥當迎接英超的挑戰，昆尼與奇雲·菲臘斯一對前鋒組合火力十足，上半季更穩佔前四席位，但在季末6輪聯賽僅取得兩勝而以第7位完成球季，己是當時新升英超球隊歷來最高排名之一，而奇雲·菲臘斯更以30個入球成為英超首席射手兼歐洲金靴獎得主。1999年列特曾接替彼得·泰萊執教英格蘭U21，但僅1場後便以需集中精神在球隊事務而呈辭。2000/01年球季新特蘭一度進佔聯賽榜次席，列特更獲選2000年「10月份英超最佳領隊」，但再次因季末成績下滑而取得與上季相若的第7位。
2001/02年球季新特蘭成績大幅倒退，奇雲·菲臘斯僅射入13球，最終以第17位結束球季，僅位於降班區域之上，38場聯賽只射入29球，比榜末降班的莱斯特城還少1球。由於陣中長人昆尼以年事已高而轉任球員兼教練，列特以破球會紀錄的675萬英鎊從格拉斯哥流浪購入踢法類同的挪威前鋒費奧，但卻不成功，整季只取得4個入球。2002年10月6日作客1-3負於阿仙奴後，球隊在新球季9戰僅取得2勝2和5負，只射入4球，位列聯賽榜第17位，於就任長達8年後，他於10月7日被新特蘭解除職務，而球隊亦於球季結束時以當時英超歷來最低的19分降班。
列斯聯
列斯聯與泰利·雲拿保斯不歡而散後，隨即於2003年3月21日邀請列特出任看守領隊直到球季結束，當時球隊對上8仗輸了6場，距離降班區域7分，但球季餘下的8場賽事硬仗連場，必須為護級而戰。執教首仗作客1-3負於利物浦，形勢汲汲可危；但接著一仗列斯聯作客6-1大勝查爾頓大振軍心；而到球季結束前第二仗，憑維杜卡完場前射入，以3-2作客擊敗阿仙奴確保英超席位，亦造就死對頭曼聯取得聯賽冠軍。在執教8場中，球隊取得4勝1和3負，以第15位結束球季，而以球隊取得的分數計薪的列特，除可獲得50萬英鎊紅利作為留級獎勵外，更獲聘擔任正式領隊，簽署1年滾動合約（rolling contract）。
上任後列特重建教練團，首先辭退助理領隊艾迪·格雷（Eddie Gray）及主教練白賴仁·傑特，而從錫菲聯引入奇雲·布歷維爾（Kevin Blackwell）擔任副手。而球隊的財政仍然沒有改善，估價達到1,500萬英鎊的基維爾以賤價500萬英鎊轉投利物浦，但列斯聯只能收到300萬英鎊，其餘200萬英鎊由基維爾的經理人公司袋袋平安。新球季列特只能從車路士免費簽入祖迪·摩利士（Jody Morris），並從友會借用賓納、迪迪埃·多米（Didier Domi）、拉米尼·萨科（Lamine Sakho）、祖玛纳·卡马拉（Zoumana Camara）、西里尔·沙普伊（Cyril Chapuis）、萨洛蒙·奥莱姆贝及名氣最大的巴西世界盃冠軍隊成員洛基·祖利亞。但一眾外援球員表現乏善可陳，其中洛基·祖利亞首場上陣錯漏百出，被升班馬莱斯特城取得4-0勝績；次仗返回主場更先因犯規被罰十二碼，其後更被逐離場，列斯聯以0-2負於伯明翰城，反而造就年青小將阿伦·列农上位。2003年11月8日列斯聯作客1-6負於另一支新升班的樸茨茅夫，3天後列特終於被撤除職務，遺留列斯聯在聯賽榜末，其後在球季結束時降班英冠。
高雲地利
2004年5月6日在球季僅剩餘1輪賽事接任英冠球會高雲地利領隊之職，簽約兩年，攜同埃德里安·希思（Adrian Heath）擔任副手，帶領球隊爭取升班英超。但僅執教8個月後，在連敗4仗後球隊跌至聯賽榜第20位，列特於2005年1月6日遭撤職，任教期間31戰僅取得10場勝績。
泰國國家隊
在沒有擔任球隊管理工作接近四年後，列特在2008年年中屢傳會出任泰國國家隊的教練，最終於9月2日證實傳聞，正式簽約四年，希望帶領球隊晉軍2014年世界盃決賽週，他承認對泰國足球認識不深，只能說出球員背號代替其繞口的泰文名字。列特稱：「我對[泰國]球員的能力感到驚訝，我正在學習甚至連在英超亦沒有接觸過的足球事物，對我的足球學習而言是無與倫比的。我喜歡這裡的純潔足球。」。
列特的首項任務是帶隊參加在越南舉行的T&T盃（T&T Cup），由包括主辦國越南及北韓合共三隊進行的單循環競賽，泰國在首場擊敗北韓，而次仗賽和越南後奪得冠軍錦標。2009年9月9日泰國足球協會宣佈與列特達成協議提前解約，於任教僅一年後離職。
史篤城
列特離開泰國返回英格蘭，於2009年9月10日獲聘為史篤城的助理領隊，協助領隊東尼·佩利斯打理球隊事務。同年12月當母會保頓的領隊職位懸空時，佩利斯表示如列特獲聘將會讓他離隊，但最終保頓從般尼邀請奧雲·高利加盟而沒有成事。
普利茅夫
2010年夏季有傳列特將會接掌剛降班英甲的普利茅夫，6月24日證實出任普利茅夫領隊一職。遭受財困的普利茅夫被扣10分，列特回天乏力，球隊於球季結束後降班英乙，如沒有被扣減分數，球隊的成績應高於和。
降班後普利茅夫的轉手問題遲遲沒有解決，球隊財政問題進一步加深，職、球員被拖欠薪金，更一度要脅罷踢，於球會發放部分薪金才作罷。倚賴青年球員及借將參賽，開季9戰僅於揭幕日1-1賽和取得1分，新球季成績墊底，於2011年9月18日，苦撐15個月後，列特終被辭退。

### 球評家
在任職新特蘭領隊時列特已間中以客串身份為"天空體育"（Sky Sports）及其屬下頻道擔任足球評論工作，其後被球會辭退後他的出鏡率大增，在2007年幾乎半全職地在星期六的「天空體育新聞」（Sky Sports News）報導足球賽果。在德國舉行的2006年世界盃，列特則夥拍李·迪臣為"英国广播公司"（BBC）進行賽後分析。他現時仍有為新加坡的"足球頻道"（Football Channel）與卡爾頓·柏瑪（Carlton Palmer）一同進行賽事分析。在出任泰國國家隊教練前，他亦有為"ESPN STAR Sports"擔任足球評論。

## 榮譽

### 球員
保頓
- 英格蘭乙組聯賽〈第二級〉
  - 冠軍：1977/78年；

愛華頓
- 英格蘭甲組聯賽〈第一級〉
  - 冠軍：1984/85年、1986/87年；
- 英格蘭足總盃
  - 冠軍：1984年；
  - 亞軍：1985年、1986年；
- 歐洲盃賽冠軍盃
  - 冠軍：1985年；

### 領隊
新特蘭
- 英格蘭甲組聯賽〈第二級〉
  - 冠軍：1995/96年、1998/99年；

泰國國家隊
- T&T盃
  - 冠軍：2008年；
- 东南亚足球锦标赛
  - 亞軍：2008年；

個人
- 英格蘭足球聯賽領隊協會年度最佳領隊：1996年；

## 外部連結
- 足球数据库：彼得·列特的球员统计数据
- 足球資料庫：彼得·列特的領隊統計數據
- Full Managerial Stats for Leeds United from WAFLL （页面存档备份，存于）
- thefa.com Profile[]
- LMA Manager Profile:Peter Reid
- ESPNsoccernet:Peter Reid[]

| 獎項   | 獎項                   | 獎項   |
| ------ | ---------------------- | ------ |
| 前任： | LMA年度最佳領隊 1996年 | 繼任： |